# Nucleolina
La nucleolina (NCL) es una proteína codificada en humanos por el gen NCL.
La nucleolina, una fosfoproteína nucleolar eucariótica, está implicada en la síntesis y maduración de los ribosomas. Se localiza principalmente en regiones fibrilares densas del nucleolo. El gen de la nucleolina humana consta de 14 exones y 13 intrones, extendiéndose a lo largo de aproximadamente 11.000 pares de bases. El intrón 11 del gen NCL codifica un ARN pequeño nucleolar, denominado U20.

## Interacciones
La nucleolina ha demostrado ser capaz de interaccionar con:
- PPP1CB[4]
- Centaurina alfa 1[5]
- CSNK2A2[6]
- Antígeno B del síndrome de Sjogren[7]
- TOP1[8][9]
- p53[10]
- S100A11[11]
- NPM1[12]
- Telomerasa transcriptasa inversa[13]